# Waze
Waze [ˈweɪz] (fostul FreeMap Israel) este o aplicație software de navigație GPS deținută de Google. Funcționează pe smartphone-uri și calculatoare care au suport GPS. Acesta furnizează informații de navigare pas cu pas și timpi de călătorie și detaliile traseului furnizate de utilizatori, în timp ce descarcă informații care depind de locație printr-o rețea de telefonie mobilă. Waze descrie aplicația ca aplicație GPS de navigare bazată pe comunitate, care este gratuită pentru descărcare și utilizare.
Compania israeliană Waze Mobile a dezvoltat software-ul Waze. Ehud Shabtai, Amir Shinar și Uri Levine au fondat compania. Două firme israeliene de capital de risc, Magma și Vertex, și o întreprindere americană de capital de risc, Bluerun Ventures, au acordat finanțare. Google a achiziționat Waze Mobile în iunie 2013.

## Legături externe
- Materiale media legate de Waze la Wikimedia Commons
- Site web oficial

1. ↑  iOS: Version History 5.3.1 Jan 26, 2025 (în engleză), 26 ianuarie 2025, accesat în 24 februarie 2025